# Over the Rainbow (Judy Garland-dal)
Az Over the Rainbow,  vagy Somewhere Over the Rainbow Judy Garland 1939-es slágere az Óz, a csodák csodája című filmből. Garland legnagyobb slágerének tekintik, a dal 1939-ben elnyerte a legjobb eredeti dal Oscar-díját, emellett még abban az évben három másik előadó is lemezsikerre vitte. Mára  klasszikussá vált, 2017-ben a Kongresszusi Könyvtár felvette az USA hang-értéktárába. Számos előadó (pl. Eva Cassidy, Cliff Richard) a későbbiekben is feldolgozta.

## Története
A dalt eredetileg Harold Arlen zeneszerző és Yip Harburg szövegíró írta a film számára. Érdekessége, hogy a filmből csaknem kimaradt, ugyanis az MGM vezetői úgy vélték, hogy lelassítja a film ütemét. Arthur Freed társproducer azonban megfenyegette a vezetőket, hogy ha kiveszik a betétdalt, ő maga is kilép a projektből. Erre Mayer azt mondta, hogy hagyják benne azt az „átkozott dalt”, végül is nem bánt senkit. 
A dalt 2001-ben a National Endowment for the Arts és az Amerikai Hanglemezgyártók Szövetsége által kiírt szavazáson a 20. század legjobb amerikai dalának választották.